# ستيفن ماكينا
ستيفن ماكينا (بالإنجليزية: Stephen McKenna)‏ هو لاعب كرة قدم بريطاني في مركز الوسط، ولد في 25 نوفمبر 1985 في غلاسكو في المملكة المتحدة. لعب مع كوين أوف ساوث ونادي رينجرز.

## وصلات خارجية
- ستيفن ماكينا على موقع قاعدة بيانات كرة القدم.إي يو (الإنجليزية)
- ستيفن ماكينا على موقع Soccerbase.com (لاعب) (الإنجليزية)